# Stenocercus guentheri
Stenocercus guentheri este o specie de șopârle din genul Stenocercus, familia Tropiduridae, descrisă de Boulenger 1885. Conform Catalogue of Life specia Stenocercus guentheri nu are subspecii cunoscute.